# Ludwik I turyński
Ludwik I (zm. 12 stycznia 1140) – landgraf Turyngii.
Ludwik I był synem Ludwika Skoczka i jego żony Adelajdy von Stade. Jego starszy brat Herman zmarł w 1114 w cesarskiej niewoli i Ludwik został następcą swojego ojca. Początkowo zarządzał rodowymi posiadłościami wraz z młodszym bratem Henrykiem Raspe I (zamordowany w 1130).
Zapewne w 1122 poślubił Jadwigę, córkę hrabiego Giso IV, która wniosła mu dobra w Hesji i Nadrenii. Henryk Raspe I poślubił wdowę po Giso IV i został opiekunem jego syna Giso V. Po bezpotomnej śmierci Giso V w 1137 jego dobra przypadły siostrze Jadwidze i jej mężowi Ludwikowi I.
Ludwik I wspierał cesarza Lotara III, który w 1131 mianował go landgrafem Turyngii. Po śmierci Lotara wspierał Hohenstaufów. Ludwik został pochowany w klasztorze Reinhardsbrunn.
Dzieci Ludwika I:
- Ludwik II Żelazny (zm. 1172)
- Henryk Raspe II (zm. 1154–1155)
- Ludwik von Thamsbrück (zm. 1189)
- Cecylia – żona czeskiego księcia Oldrzycha
- Judyta Turyńska (zm. po 1174) – żona króla czeskiego Władysława II
- Adelajda – opatka w klasztorze św. Mikołaja w Eisenach
- Mechtylda – żona hrabiego Dietricha von Werben